# Ahad Dżawan Saleh
Ahad Dżawan Saleh (pers. احد جوان صالح; ur. 16 września 1965) – irański zapaśnik w stylu klasycznym. Dwukrotny olimpijczyk. Jedenasty w Barcelonie 1992; odpadł w eliminacjach igrzysk w Seulu 1988. Startował w kategoriach 62–74 kg.
Trzeci na igrzyskach azjatyckich w 1986, czwarty w 1994. Zdobył trzy medale mistrzostw Azji, złoto w 1992 roku.